# Wizz Air Malta
Wizz Air Malta є мальтійською дочірньою компанією європейської ультрабюджетної авіакомпанії Wizz Air. Свій перший рейс компанія здійснила 27 вересня 2022 року з Риму-Ф'юмічіно до Мальти. Він літає на літаках, зареєстрованих на Мальті, наслідуючі інші дочірні компаній Wizz в Абу-Дабі та Великій Британії.
Сертифікат авіаоператора компанії було видано Агентством авіаційної безпеки Європейського Союзу (EASA), а ліцензію на експлуатацію — Директоратом цивільної авіації Мальти.
15 серпня 2022 року компанія призначила колишнього виконавчого директора Ryanair Діармуіда О Конгайла своїм керуючим директором з 1 листопада 2022 року.

## Флот
Першим літаком у парку авіакомпанії став Airbus A321neo з реєстрацією: 9H-WAM. Спершу літак був доставлений Wizz Air Hungary у травні 2021 року та раніше був зареєстрований як HA-LVS. Wizz Air планує передати до літа 2023 року до 78 літаків своїй новій мальтійській компанії, які будуть або новими поставками, або перезареєстрованими літаками Wizz Air Hungary.
Станом на грудень 2022 флот Wizz Air Malta складається з наступних літаків:
| Літак           | В обслуговуванні | Замовлення | Пасажири |
| --------------- | ---------------- | ---------- | -------- |
| Airbus A320-200 | 1                | –          | 186      |
| Airbus A320neo  | 3                | –          | 186      |
| Airbus A321neo  | 23               | 3          | 239      |
| Всього          | 27               | 3          |          |